# Johann Dickhut
Johann Friedrich Dickhut (* 21. Juli 1912 in Arsten; † 15. Dezember 1993 in Bremen) war ein deutscher Politiker (SPD) aus Bremen. Er war Mitglied der Bremischen Bürgerschaft.

## Biografie
Dickhut war der Sohn von Heinrich (1890–1972) und Erna Dickhut (1890–1975). Er war als Polsterer in Bremen-Arsten tätig.
Dickhut war Mitglied der SPD im SPD-Ortsverein Arsten. Er war von 1963 bis 1975 für die SPD Mitglied der Bremischen Bürgerschaft und in verschiedenen Deputationen und Ausschüssen der Bürgerschaft tätig.
Dickhut war seit dem 4. Mai 1935 mit Meta Friederike geb. Dickhut (* 1914) verheiratet. Die Eheschließung fand in Arsten statt. Johann Dickhut starb am 15. Dezember 1993 um 09:15 Uhr im Zentralkrankenhaus Links der Weser in der Senator-Weßling-Straße 1 in Bremen im Alter von 81 Jahren. Er wohnte zuletzt in der Panzenlaake 40a in Bremen.